# Leopoldo O'Donnell

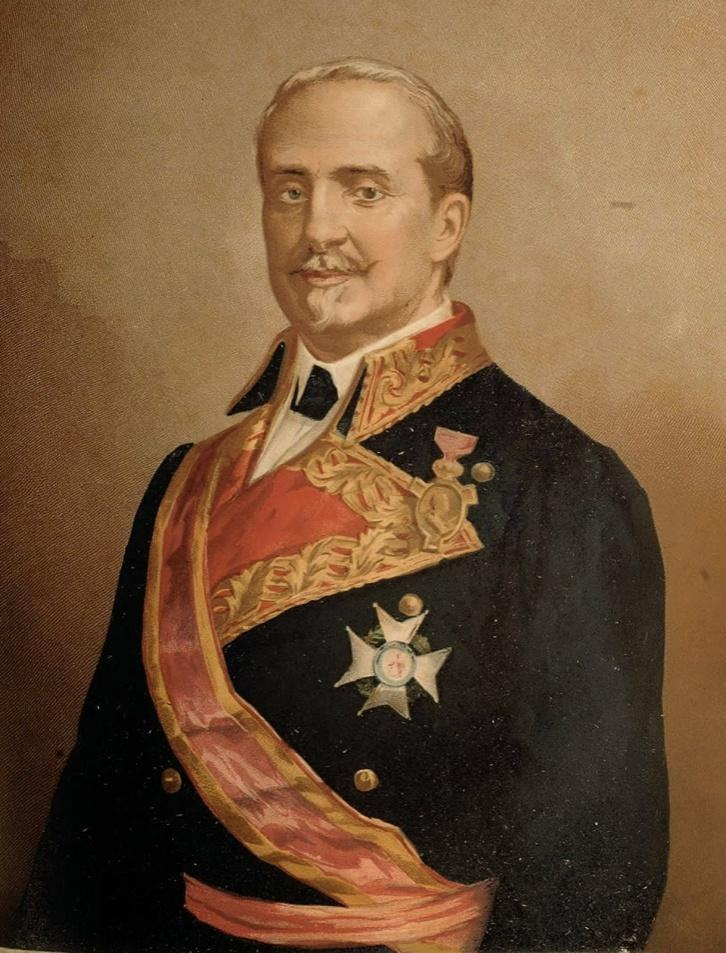
Leopoldo O'Donnell.

Leopoldo O'Donnell y Joris, greve av Lucena och hertig av Tetuán, född den 12 januari 1809 i Santa Cruz på Teneriffa, död den 5 november 1867 i Biarritz, var en spansk general och statsman. Han var brorson till Enrique José O'Donnell och farbror till Carlos Manuel O'Donnell.
O'Donnell kämpade mot karlisterna, steg raskt i graderna och utnämndes redan 1839 till generalkapten i Aragonien, Valencia och Murcia. Segern vid Lucena, den 17 juli samma år, över Cabrera skaffade honom titeln greve av Lucena. År 1841 gjorde O'Donnel i Pamplona ett misslyckat försök att störta regenten Espartero och återförskaffa änkedrottning Maria Kristina styrelsen. Han måste då lämna Spanien, men återvände 1843, efter Esparteros fall, i Maria Kristinas sällskap och innehade 1844-48 den inbringande guvernörsposten på Kuba. 
År 1850 blev han inspektör över infanteriet, men avlägsnades redan 1851, emedan han alltför skarpt beivrade missbruken inom militärförvaltningen. Han började då arbeta mot ministären San Luis och var själen i den sammansvärjning, som i juli 1854 störtade denna. Espartero blev nu mot O'Donnells beräkning förste minister och O'Donnell krigsminister. I juli 1856 lyckades han dock tränga undan Espartero, men måste i oktober samma år vika för Narváez. Den 1 juli 1858 blev O'Donnell emellertid ånyo konseljpresident. Han ledde 1859 expeditionen mot Marocko och stormade i februari 1860 det fientliga lägret vid Tetuán, vilket medförde fredsslut och åt honom hertigtitel. Under allvarliga bemödanden att höja Spanien stod han i spetsen för regeringen till 1863 och därefter juni 1865-juli 1866.